# 愚园路1015号
愚园路1015号（又名周氏花园住宅）位于中華人民共和國上海市长宁区愚园路1015号，建于1930年代，混砖结构，南面有12扇落地长窗，也有藏于花园的假山处地下防空洞入口。最早由金城银行创始人周作民作为住宅使用，后曾赠送给杜聿明，民革中央主席李济深于1947年在此居住。现属于长宁区工商联下和区委共同产权，2010年起开为一家本帮菜菜馆已使用至2020年。宝铂品牌曾在此举办过活动。已列为上海市优秀历史建筑。